# Hieronim Maciej Jełowicki
Hieronim Maciej Jełowicki herbu własnego (ur. 1672 w Owadowie Radomskim, zm. 8/9 stycznia 1732 roku w Jaworowie) – duchowny rzymskokatolicki, pisarz wielki koronny w latach 1714–1731, sekretarz wielki koronny w latach 1731–1732, wiceprezydent Trybunału Głównego Koronnego w 1718, regent Wielkiego Księstwa Litewskiego, biskup pomocniczy lwowski w latach 1725-1732, proboszcz lwowskiej kapituły katedralnej w 1725 roku, kanclerz lwowskiej kapituły katedralnej w 1709 roku, kanonik lwowskiej kapituły katedralnej w 1699 roku.

## Życiorys
Syn łowczego wołyńskiego Hieronima i Zofii z Kurdwanowskich. Pochodził ze starej, znanej od XV wieku rodziny, osiadłej i piastującej urzędy na Wołyniu.
Urodził się w 1672 w Owadowie Radomskim. Ochrzczony został w kościele parafialnym w Zakrzowie. Początkowo zamierzał poświęcić się służbie wojskowej, jednak w 1695 przyjął święcenia kapłańskie: „młode lata swoje w obozie polerował, dalsze w duchownym stanie Bogu poświęciwszy” (Nies. IV, 487).
Dokładne daty jego kariery duchownej nie są znane. W 1694 wstąpił do seminarium w Warszawie, prowadzonego przez księży misjonarzy, gdzie rozpoczął studia teologiczne. Brał udział z powodzeniem w dysputach i po roku nauk, odbywszy rekolekcje, został wyświęcony na kapłana przez biskupa chełmskiego Stanisława Jacka Święcickiego. Od razu też otrzymał prowizję na probostwo Świerże.
W 1695 został kanonikiem lwowskim. W tym okresie był plebanem w Rykach. W 1702 wojska szwedzkie zagrabiły wszystkie jego rzeczy, a dokumenty spaliły. W 1708 został kantorem przemyskim. W tym czasie był w posiadaniu prepozytur w Łęcznie, w Sokólu i Janowie. W tych latach ułatwiał też naukę swej bratanicy Antoninie (później z Jełowickich Niemiryczowej) w lwowskim klasztorze bernardynek.
Kanonikiem chełmskim został w 1710. Pełnił również funkcję administratora diecezji chełmskiej, po Kazimierzu Łubieńskim, który został przeniesiony do diecezji krakowskiej. W tym czasie był posłem Augusta II do obozu szwedzkiego i dostał nominacją na kanclerstwo lwowskie (według PSB w 1708).
1 października 1714, po rezygnacji Jana Franciszka Kurdwanowskiego, otrzymał nominację na pisarza wielkiego koronnego, którym pozostał do 31 stycznia 1731. W 1715 zrzekł się kanonii chełmskiej, a w 1717 otrzymał kanonię krakowską. Był w posiadaniu plebanii głogowskiej, a w okresie od przed 1717 do co najmniej 1725 również probostwa w Klewaniu.
W 1716 hetmani koronni posłali go do obozu w Lubomli, gdzie skonfederowało się wojsko koronne z województwami, ale żadnego skutku pojednania nie uzyskał. W 1718 został wiceprezydentem Trybunału Koronnego, do którego delegatem był trzynaście razy.
21 lutego 1725 został prekonizowany biskupem pomocniczym archidiecezji lwowskiej i biskupem tytularnym Pelli. 20 maja został we Lwowie konsekrowany przez arcybiskupa lwowskiego Jana Skarbka.
W 1726 zrzekł się kantorii przemyskiej. Od 1727 występował ponadto jako oficjał generalny i proboszcz lwowski.
Podczas konfederacji tarnogrodzkiej po odrzuceniu przez Stanisława Ledóchowskiego ugody rawskiej hetman wielki koronny Adam Mikołaj Sieniawski wraz z obecnymi wtedy we Lwowie senatorami wysłał 3 lutego 1716 Jełowickiego w poselstwie do marszałka i rady konfederackiej. Jełowicki miał skłaniać konfederatów do ratyfikowania ugody, wskazując na zgubne skutki szukania obcej protekcji. Argumenty Jełowickiego, wyszydzone w Lubomli, spowodowały, że dotknięty, nie powrócił nawet do Lwowa z relacją, ale udał się na Podlasie. To niepowodzenie być może spowodowało, że podjęte przez Jełowickiego w 1717 energiczne zabiegi o sekretarstwo koronne nie zakończyły się powodzeniem. Musiał się więc zadowolić uzyskaną w 1719 kancelarią regenta litewskiego. W 1729 zrzekł się prepozytury janowskiej. 31 stycznia 1731 po śmierci A. Rozdrażewskiego otrzymał nominację na sekretarza wielkiego koronnego, który to urząd sprawował do śmierci.
14 listopada 1731 otrzymał probostwo jaworowskie, dokąd udał się na początku 1732 w celu jego objęcia i gdzie śmiertelnie zachorował. Zmarł w rok po nominacji na sekretarstwo wielkie koronne, 8 stycznia 1732 (Kurier Polski nr CVIII, 1732). Został pochowany we Lwowie (Relacyja z pogrzebu śp. JW.JM. X. Hieronima Macieja Jełowickiego we Lwowie w r. 1732 marca 14 dnia odprawionego). Po jego śmierci trwały procesy spadkowe, m.in. o pozostawioną w Zamościu karocę paryską wartości trzech tysięcy imperiałów polskich.